# کاپلیتسه
کاپلیتسه (به چکی: Kaplice) یک منطقهٔ مسکونی در جمهوری چک است که در ناحیه تشسکی کروملوو واقع شده‌است. کاپلیتسه ۷٬۳۶۲ نفر جمعیت دارد.

## خواهرخوانده
شهر فرایشتات خواهرخواندهٔ کاپلیتسه هست.